# トーマス・ギル
トーマス・ポンス・ギル（英語: Thomas Ponce Gill, 1922年4月21日 - 2009年6月3日）は、アメリカ合衆国ハワイの民主党政治家。
1963年から1965年までアメリカ合衆国下院議員を務め、1966年から1970年まで第3代ハワイ州副知事を務めた。その後、1970年と1974年に州知事選に立候補するも、いずれも落選した。

## 経歴・人物
ハワイ州ホノルルで生まれたギルは、リンカーン小学校とルーズベルト高校を卒業した。第二次世界大戦中にはアメリカ陸軍に歩兵として入隊し、ニューギニアやフィリピンで従軍した。同地での戦績を讃えられブロンズスターメダルとパープルハート章を獲得した。戦後、カリフォルニア大学バークレー校を卒業し、ハワイで弁護士業を始めた。ハワイ準州上院の弁護士や下院議長のアシスタントなどとして活動したほか、1959年に州制が施行すると、第15地区選出の州下院議員となった。
1962年、ハワイ州に配分される下院議員議席が1議席から2議席増加した。ギルは同年の下院議員選挙に民主党から出馬し、スパーク・マツナガと共に議席に選出され。議会では、公民権をはじめとするリベラルな活動を熱心に支持した。1964年、ギルは再選を目指さず、連邦上院議員に立候補したが、共和党の現職のハイラム・フォンに敗れて落選した。その後、ハワイ州経済機会局の局長を務めたが、1966年には、現職のジョン・A・バーンズ知事のランニングメイトとして副知事に選出された。
副知事の任期中、ギルはバーンズと意見が対立し、政権中枢の一員でありながら、知事への批判をやめなかった。1970年、ギルは民主党の予備選挙でバーンズの対抗馬として立候補した。ギルは改革者と称し、腐敗した政治組織に反対するキャンペーンを展開した。選挙戦では、豊富な資金力を駆使してテレビCMによるイメージ戦略を行ったが、バーンズに惜敗した。日系アメリカ人が多い同州では、1950年代に日系人の政治的地位の向上を先導したバーンズへの支持が根強く残っていたことが敗北の理由の一つであった。ギルは1974年にも知事選に出馬したが、後任の副知事ジョージ・アリヨシに敗れた。落選後、ギルは弁護士としてのキャリアを再開した。